# 天空歌集
『天空歌集』（てんくうかしゅう）は、1993年5月21日に発売された谷山浩子の20作目のアルバム。
先行発売されたシングル曲「ひとみの永遠」（大正製薬の目薬「アイリス」テレビCM曲）を収録したオリジナルアルバムである。

## 概要
ジャケットのイラストは早川司寿乃が手がけた。またジャケットには、デーヴァナーガリー文字で谷山の名前とアルバムの題名が書かれている。谷山が旅行でバンコクを経由してネパールに行ったときに、飛行機の案内で見たデーヴァナーガリー文字の美しさに感動したという出来事に由来する。
ブックレットに掲載された歌詞が縦書きなのは、筋肉少女帯の1990年のアルバム『サーカス団パノラマ島へ帰る』で歌詞が縦書きにされていたことに触発されたためだという。
収録曲の「クルル・カリル」は、ぜんまい仕掛けの音とネズミが時計をかじる音を一つに表現した谷山の造語である。「マギー」は前作『歪んだ王国』収録の「HATO TO MAGI」をフルアレンジしたもので、上野洋子への提供曲。楠桂原作の漫画『楠劇場』のイメージアルバムに提供した楽曲のセルフカバーで、楠の「二番街のマリー」という作品に基づいている。「やすらぎの指環」は杉本理恵への提供曲で、『ウィザードリィ』に登場するアイテム「リング・オブ・ヒーリング」から着想したとのこと。

## 収録曲
- 作詞・作曲：谷山浩子（全曲）

1. 休暇旅行（編曲：石井AQ・谷山浩子）
2. 約束の海（編曲：石井AQ・谷山浩子）
3. トマトの森（編曲：斉藤ネコ）
4. 小さな魚（編曲：倉田信雄）
5. 三日月の女神（編曲：石井AQ・谷山浩子）
6. クルル・カリル（扉を開けて）（編曲：丸尾めぐみ）
7. 光る馬車（編曲：斉藤ネコ）
8. マギー（編曲：石井AQ・谷山浩子）
9. やすらぎの指環（編曲：渡辺等）
10. ひとみの永遠（編曲：斉藤ネコ）

- プロデューサー：谷山浩子、石井AQ
- ディレクター：鈴木道夫、花崎雅芳、長岡和弘